# Elisabeth Allmers
Elisabeth Allmers (* 14. März 1930 in Hage als Elisabeth Albertine Hinrika Marie Büttger; † 14. November 2024 auf Gut Mettcker in Moorhausen) war eine deutsche Verlegerin.

## Leben
Elisabeth Allmers war die Tochter eines Arztes aus Hage. Mit fünf Jahren zog sie mit ihren Eltern nach Plauen, wohin der Vater als Stabsarzt bei der Wehrmacht versetzt worden war. Die nächste Versetzung führte die Familie nach Fürstenwalde. Mit elf Jahren kam sie auf ein Internat in Thüringen. 1944 gelang ihr die Flucht zurück nach Ostfriesland. Mit 16 Jahren machte sie ihr Abitur in Norden und studierte – nach kurzem Besuch einer Dolmetscherschule in Hamburg – an der Universität Kiel Anglistik, Germanistik, Kunstgeschichte, Theater- und Zeitungswissenschaften.
1953 wurde sie Übersetzerin und Sekretärin beim amerikanischen Oberkommando in Frankfurt, wechselte aber ein Jahr später zur Fluggesellschaft Pan American World Airways. Nach einer Heirat kehrte sie 1966 allein mit ihrer Tochter Doortje nach Ostfriesland zurück und wohnte in Wittmund. Anschließend nahm sie eine Tätigkeit als Dolmetscherin und Assistentin der Geschäftsleitung bei Krupp Kranbau in Wilhelmshaven an.
Dann lernte sie ihren zweiten Mann Hajo Allmers kennen, mit dem sie einen Sohn, Robert, hat. Hajo Allmers war Zeitungsverleger, Land- und Forstwirt. Elisabeth ließ sich zur Pferdewirtin ausbilden und kam durch die Tätigkeit ihres Mannes, aber auch durch den damaligen Geschäftsführer Fritz Blume immer mehr in die Verlagsarbeit. 1984 entschied sich die Familie, sich um den Brune-Mettcker-Verlag zu kümmern, der alle technischen Umbrüche bis heute überstanden hat. Der Verlag hat Zeitungshäuser in Wilhelmshaven, Wittmund und Jever, in denen der Anzeiger für Harlingerland und das Jeversches Wochenblatt, zwei Tageszeitungen mit reicher Tradition, sowie die Wilhelmshavener Zeitung erscheinen. Alle drei Zeitungen bilden die Zeitungsgruppe Wilhelmshaven.
Ihr zweiter Ehemann starb am 20. August 2014. Mit Wirkung zum 1. Januar 2016 trat sie als Geschäftsführerin zurück und ihr Sohn Robert Allmers übernahm die Tätigkeit.